# Alimmainen Suoltijoki (vattendrag, lat 67,46, long 28,27)
Alimmainen Suoltijoki är ett vattendrag i Finland.   Det ligger i landskapet Lappland, i den norra delen av landet, 800 km norr om huvudstaden Helsingfors.